# کریستی بنت
کریستی بنت (به انگلیسی: Christie Benet) سناتور سابق عضو حزب دموکرات ایالات متحده آمریکا بود. وی در سال ۱۹۱۸ میلادی سناتور ایالت کارولینای جنوبی در سنای ایالات متحده آمریکا بود.